# Legião da Liberdade da Rússia
A Legião da Liberdade da Rússia (em russo:  Легион «Свобода России», transl. Legion "Svoboda Rossii" ; em ucraniano:  Легіон «Свобода Росії», transl. Lehion "Svoboda Rosiyi"  ; abreviatura ЛСР, LSR), também traduzido como Legião Liberdade da Rússia ou ainda Legião da Rússia Livre, é um grupo paramilitar de cidadãos russos baseado na Ucrânia, que se opõe ao regime russo de Vladimir Putin e sua invasão da Ucrânia. Foi formado em março de 2022 e supostamente faz parte da Legião Internacional da Ucrânia. É composto por desertores das Forças Armadas Russas e outros voluntários russos, alguns dos quais emigraram para a Ucrânia.
O grupo afirma ser formado por dois batalhões. Seu tamanho estimado é de várias centenas a 1.000 soldados.
Em 22 de maio de 2023, a Legião ficou famosa por lançar um ataque através da fronteira russo-ucraniana na região de Belgorod, na Rússia.

## História

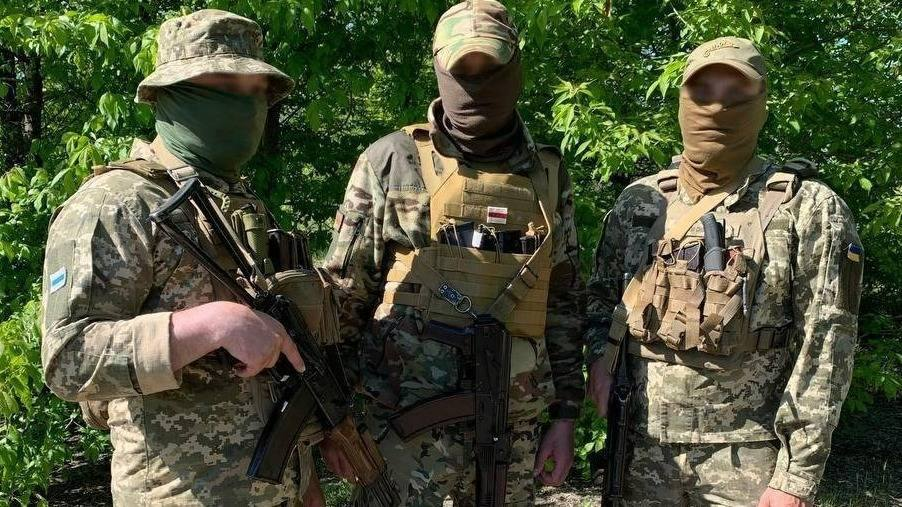
Soldados da Legião em Maio de 2022

De acordo com a UNIAN, a Legião da Liberdade da Rússia foi formada por uma companhia do Exército Russo que desertou voluntariamente para o lado ucraniano. Segundo o comandante da companhia, eles cruzaram para o lado ucraniano com a ajuda do Serviço de Segurança da Ucrânia em 27 de fevereiro de 2022, para "proteger os ucranianos dos verdadeiros fascistas ". Ele convocou seus compatriotas, soldados do exército russo, a se juntarem à Legião da Liberdade da Rússia para salvar seu próprio povo e o país "da humilhação e da destruição". Os objetivos declarados da Legião são repelir a invasão russa da Ucrânia e, finalmente, depor o regime silovik de Vladimir Putin.

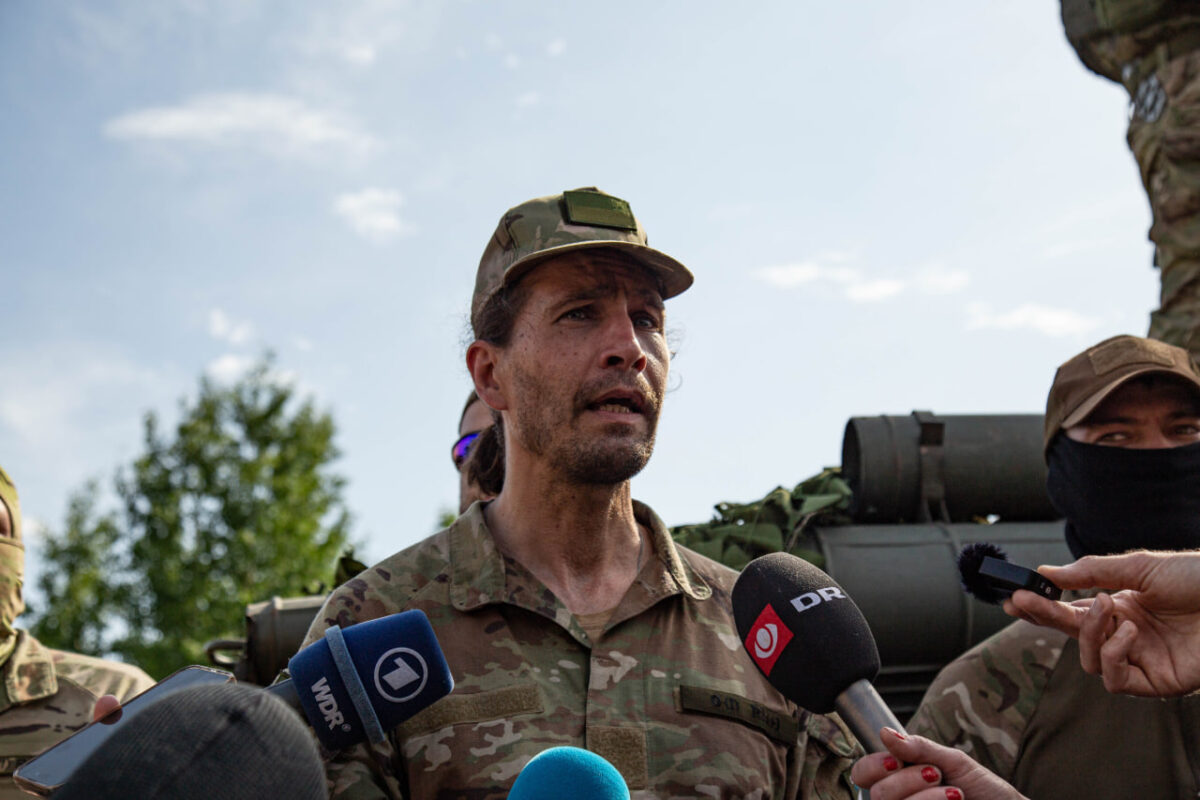
"César", o porta-voz e vice-comandante da unidade

O canal oficial da Legião no Telegram foi criado em 10 de março de 2022 e sua primeira postagem convocou as pessoas a se juntarem à luta armada contra o "criminoso de guerra Putin". Em 5 de abril, três homens vestindo uniformes militares e balaclavas pretos deram uma entrevista coletiva em Kiev, anunciando a formação pública da Legião da Liberdade da Rússia . Eles disseram que era composto inteiramente por cidadãos russos, incluindo ex-prisioneiros de guerra que foram capturados pelos ucranianos. Um dos homens disse que o regime de Putin os enganou para que fossem à Ucrânia para realizar um "genocídio", dizendo que havia presenciado crimes de guerra cometidos pelo exército russo.
Foi reportado que a Legião da Liberdade da Rússia faz parte da Legião Internacional de Defesa Territorial da Ucrânia da Ucrânia.
Os primeiros voluntários da Legião começaram a treinar no final de março de 2022. Alegadamente, o pessoal das Forças Armadas ucranianas treinou voluntários no uso do míssil antitanque NLAW, e os comandantes da Legião se familiarizaram com a situação operacional nas linhas de frente. 
A Legião supostamente lutou ao lado dos militares ucranianos em Donbass durante a ofensiva no leste da Ucrânia. A unidade supostamente também organiza atos de incêndio criminoso e sabotagem dentro da Rússia. Em 1º de junho de 2022, o canal oficial da Legião no Telegram (e no YouTube) postou um vídeo alegando mostrar um tanque russo sendo capturado pela Legião. Em 29 de junho, eles disseram ter capturado um prisioneiro de guerra russo na área de  Lysychansk.
Em 11 de junho, foi reportado que Igor Volobuyev, o ex-vice-presidente do Gazprombank, nascido na Ucrânia, que deixou a Rússia no início da invasão, havia se juntado à Legião da Liberdade da Rússia.
Em 13 de julho, a Legião supostamente fez uma declaração de que se retirou da luta ativa para "restaurar a capacidade de combate".
Em 31 de agosto, a Legião da Liberdade da Rússia, ao lado do Exército Nacional Republicano e do Corpo de Voluntários da Rússia, assinou uma declaração de cooperação em Irpin chamada de "Declaração de Irpin". As organizações também concordaram em criar uma ala política, para representar seus interesses e organizar uma política de informação conjunta, liderada por Ilya Ponomarev. 
No final de dezembro, um porta-voz da Legião conhecido pelo pseudônimo de "César" deu uma entrevista. Ele disse que a Legião tinha "várias centenas" de membros. Ele explicou: "Não estou lutando contra minha pátria. Estou lutando contra o regime de Putin, contra o mal... Não sou um traidor. Sou um verdadeiro patriota russo que pensa no futuro do meu país". Ele descreveu o processo de recrutamento da unidade: "várias rodadas de entrevistas, testes psicológicos e até um polígrafo", antes de passar por dois meses de treinamento. César disse que, em dezembro de 2022, a Legião operava sob o comando ucraniano e estava envolvida principalmente em artilharia e propaganda na época. Alegadamente, alguns lutaram na batalha de Bakhmut.
Em maio de 2023, a Legião e o Corpo Voluntário Russo lançaram uma incursão na Rússia, no distrito de Grayvoronsky, Oblast de Belgorod. Eles alegaram ter como objetivo criar uma zona desmilitarizada ao longo da fronteira, a fim de impedir que a artilharia russa disparasse contra a Ucrânia a partir do território russo.

## Símbolos e ideologia
A Legião usa a bandeira branca-azul-branca em vez da bandeira oficial branca-azul-vermelha da Rússia. De acordo com o manifesto da Legião, publicado em seu canal Telegram em abril, eles "carregam os valores do Homem Livre da Nova Rússia - liberdade de expressão, liberdade de expressão, liberdade para escolher seu futuro", e seus principais objetivos são o derrubada do governo de Putin e "luta pela Nova Rússia". A letra L, primeira letra das palavras Legião e Liberdade, também é utilizada pela Legião como um de seus símbolos. Na manga direita, a Legião usa a bandeira da Ucrânia, como outras legiões estrangeiras ucranianas.
Em 20 de julho de 2022, o canal oficial do Telegram postou duas mensagens, nas quais os autores citavam o oficial czarista Pyotr Stolypin e escreviam que a Legião vê "a preservação de uma Rússia unida e indivisível dentro das fronteiras de 1991" como um dos seus objetivos e se opõe ao separatismo, e que "o mais humilhado e privado de direitos entre todos os povos da Federação Russa é o povo russo".

## Reações
O governo russo respondeu à Legião legalmente e com propaganda. Em 22 de junho de 2022, Nikolay Okhlopkov, um ativista antiguerra russo de Yakutsk, foi preso porque as autoridades o alegaram de "querer ingressar na Legião". A Legião negou qualquer ligação com Okhlopkov. Em 14 de julho de 2022, Putin assinou uma nova lei, segundo a qual os cidadãos russos podem ser presos por até 20 anos se "desertarem para o lado do inimigo durante um conflito armado ou hostilidades".
Em março de 2023, a Suprema Corte da Rússia declarou a Legião um grupo terrorista, o que significa que os cidadãos que aderirem podem pegar até 20 anos de prisão.
A mídia estatal russa raramente mencionou a "Liberdade da Rússia" durante 2022. Por exemplo, em julho de 2022, a RT tinha apenas um vídeo que mencionava a Legião.
Várias alegações foram feitas de que o grupo não existe, mas é um projeto de relações públicas ucraniano. Essa alegação está sendo divulgada pela mídia russa controlada pelo Estado e pelos canais pró-Kremlin do Telegram, que chamam a Legião de falsa ou alegam que ela foi criada pela inteligência ucraniana. Illia Ponomarenko, repórter de defesa e segurança do The Kyiv Independent, comentou ao The Moscow Times : "Pode haver alguns combatentes [russos], mas se está organizado da maneira como é apresentado permanece uma questão em aberto ... É mais claro com a Legião Internacional — há um grande número [de soldados estrangeiros] e eles participaram de combates, por exemplo, em Irpin, Sievierodonetsk e Lysychansk. Mas pouco se sabe sobre a legião [Liberdade da Rússia]." O Moscow Times também citou a reportagem da Harper's Magazine que "descreveu como a Ucrânia não tinha a capacidade de processar e implantar combatentes estrangeiros que se aglomeraram no país nas semanas após a invasão e sugeriu que as unidades estrangeiras eram mais relações públicas do que realidade".